# Bagni di Lucca
Bagni di Lucca – miejscowość i gmina we Włoszech, w regionie Toskania, w prowincji Lukka.
Według danych na rok 2004 gminę zamieszkuje 6551 osób, 39,9 os./km².